# BMW・N54エンジン
BMW N54エンジンは、BMWが2006-2016年まで製造したツインターボの直列6気筒ガソリンエンジンである。BMWが量産した市販車用としては初のガソリンターボエンジンである。2006年のジュネーブモーターショーで発表され、E90/E91/E92/E93 3シリーズの335iモデルに初搭載された。インターナショナル・エンジン・オブ・ザ・イヤー賞を6年連続で受賞し、ウォード10ベスト・エンジン賞を3年連続で受賞した。

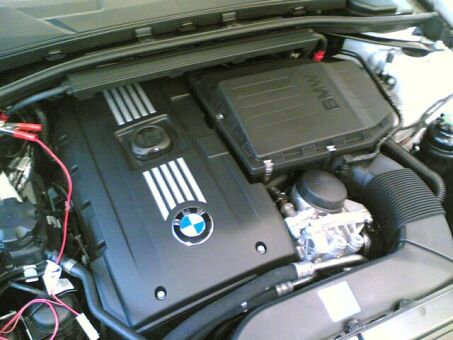
335iクーペに搭載されたN54エンジン

## 特徴
N54エンジンは、N53エンジンと同じ2006年の登場である。しかしN54のベースとなったエンジンはN53エンジンではなく、M54エンジンである。そのためN53やN52エンジンで採用されたマグネシウム合金のエンジンブロックではなく、オーソドックスなアルミ製エンジンブロックを採用している。ただし、N53に搭載された直噴、ダブルVANOS（可変バルブタイミング）、オープンデッキエンジンブロック、電動ウォーターポンプは継承している。しかし、直噴ユニットがスペースを要したため、ヘッドの容量が不足し、N53と同じようにバルブトロニック（可変バルブリフト）は搭載されなかった。圧縮比は10.2．ボア・ストロークは、87mmと89.6mmとなっている。タービンは、レスポンスを重視するために比較的小型のタービンが2基搭載され、8PSI（0.55Bar）という低圧で使用された。インタークーラーは空冷式。インジェクターは、高価なピエゾインジェクターが採用された（後継のN55エンジンではピエゾインジェクターの採用は過剰と判断され、ソレノイドインジェクターが選択されている）。N54エンジンの初期バージョンは、公式には225 kW (302 bhp) と400 N·m.であるが、これらの数値は控えめの数値である可能性がある。別のテストでは、232 kW (311 bhp) および 422 N⋅m (311 lb⋅ft).が記録されている。N54にはBMW Mシリーズ用の高出力バージョン、すなわちS54と呼ばれるべきエンジンは存在しないが、1シリーズMクーペやZ4 35iS、335iSでは、より高出力化したバージョンのエンジンが使用された。アルピナ用のN54エンジンは、ピストンとオイルクーラー、コントロールユニットが変更されており、さらに高出力化されている。
N54が製造された2010年前後は、6気筒自然吸気のN52、N53、そして6気筒ターボエンジンのN54、N55の4種類のエンジンが製造された時期である。シングルターボのN55エンジンが2009年に登場すると、燃費が悪く始動時の排ガス対策も不十分なN54エンジンは段階的に廃止された。最後にN54エンジンを搭載したのは2016年まで製造されたE89 Z4 ロードスターである。6気筒の自然吸気エンジンとして残っていたN52も同年に製造終了し、BMWの6気筒エンジンは、N55/S55エンジンに一本化され、その後B58/S58エンジンエンジンに移行し、モジュラーエンジンファミリーの一員とされる。

## 問題
N54などのBMWの直噴の一世代エンジンは問題を抱えている。とりわけ高価なピエゾインジェクターは劣化が早く高額な修理の原因の1つになり、後に改良がおこなわれた。アメリカでは高圧燃料ポンプの故障とウエストゲートの異音が問題になりリコールが行われた。特に初期に販売された335iの高圧燃料ポンプは1万マイル毎に故障したために、レモン法による消費者保護の適用になり、ディーラーには返品された335iが並ぶことになった。これらの不具合により、対策部品に交換されたのちの保証期間が10年間または19万キロに延長された。中国でもリコールとなったが、日本ではリコールにはなっていない。他にもイグニッションコイルの故障やオイル漏れ、インタークーラーパイプの破損などのトラブルが知られる。

## バージョン
| 名称     | 排気量                 | 最高出力                            | トルク                                 | 製造年    |
| -------- | ---------------------- | ----------------------------------- | -------------------------------------- | --------- |
| N54B30   | 2,979 cc (181.8 cu in) | 225 kW (302 bhp) at 5,800 rpm       | 400 N⋅m (295 lb⋅ft) at 1,400-5,000 rpm | 2006-2010 |
| N54B30   | 2,979 cc (181.8 cu in) | 240 kW (322 bhp) at 5,800 rpm       | 450 N⋅m (332 lb⋅ft) at 1,500-4,500 rpm | 2008-2013 |
| N54B30   | 2,979 cc (181.8 cu in) | 250 kW (335 bhp) at 5,900 rpm       | 450 N⋅m (332 lb⋅ft) at 1,500-4,500 rpm | 2011-2016 |
| アルピナ | 2,979 cc (181.8 cu in) | 265 kW (355 bhp) at 5,500-6,000 rpm | 500 N⋅m (369 lb⋅ft) at 3,800-5,000 rpm | 2007-2010 |
| アルピナ | 2,979 cc (181.8 cu in) | 294 kW (394 bhp) at 6,000 rpm       | 540 N⋅m (398 lb⋅ft) at 4,500 rpm       | 2010-2013 |
| アルピナ | 2,979 cc (181.8 cu in) | 300 kW (402 bhp) at 6,000 rpm       | 540 N⋅m (398 lb⋅ft) at 4,500 rpm       | 2012-2013 |

### 225 kW バージョン
- 2006-2010 E90/E91/E92/E93 335i[19][20]
- 2007-2010 E60/E61 535i
- 2007-2010 E82/E88 135i
- 2008-2010 E71 X6 xDrive35i
- 2009-2016 E89 Z4 sDrive35i

### 240 kW バージョン
- 2008-2012 F01 740i[21][22]
- 2011-2013 E92/E93 335is[23][24]

### 250 kW バージョン
- 2011 E82 1 Series M Coupe[25][26]
- 2011–2016 E89 Z4 sDrive35is

### アルピナ用のN54エンジン

#### 265 kW バージョン
- 2007–2010 Alpina B3 (E90)265 kW (355 bhp).[27]

#### 294 kW バージョン
- 2010–2013 Alpina B3 S

#### 300 kW バージョン
- 2012–2013 Alpina B3 GT3

## 参照
- BMW エンジン形式一覧
- BMW N55エンジン